# Kaiserburg Futebol Clube
Kaiserburg Futebol Clube foi uma agremiação esportiva da cidade de Petrópolis, no estado do Rio de Janeiro, fundada a 16 de março de 2007. As atividades do clube foram encerradas em 2010.

## História

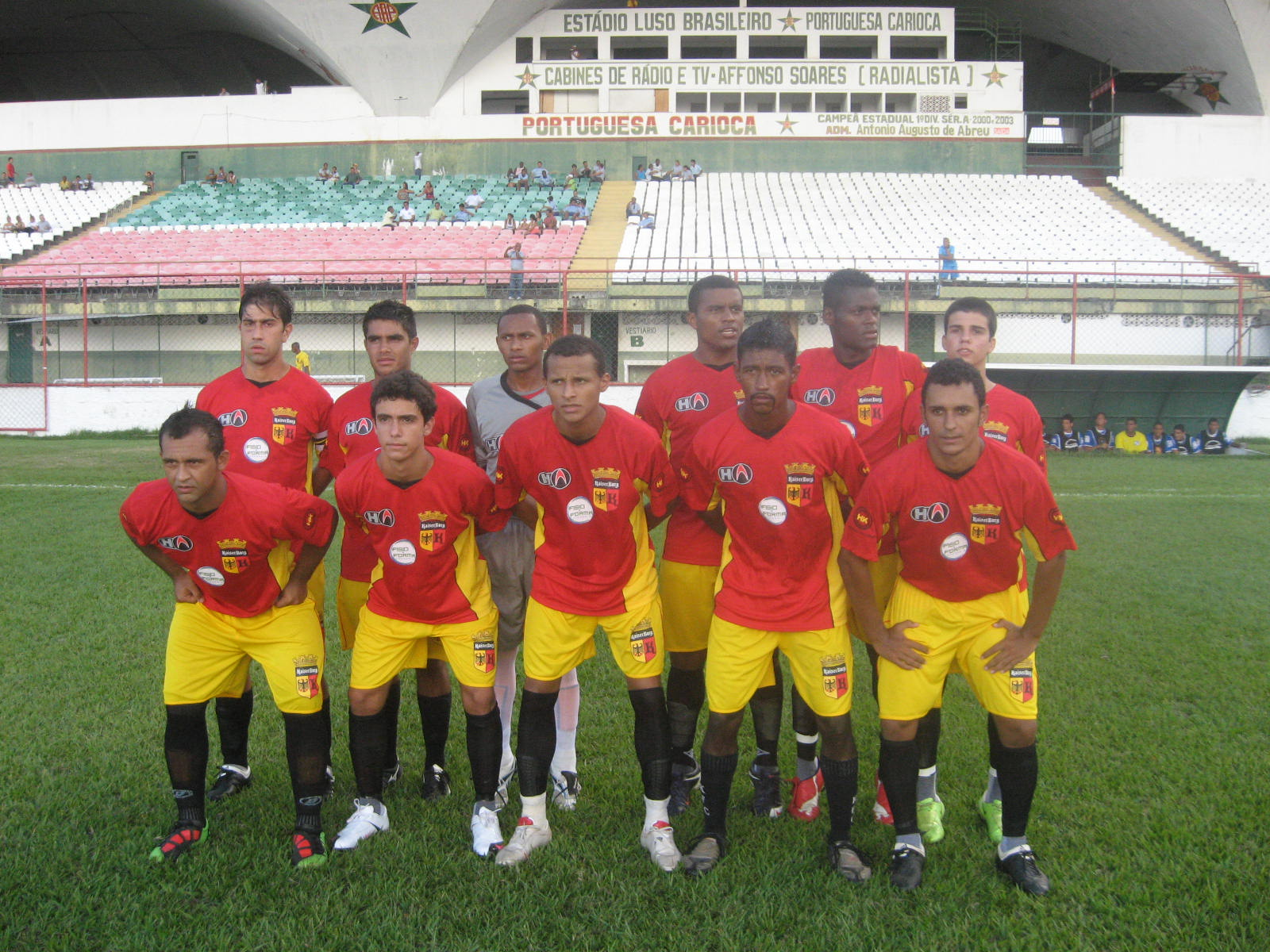
Equipe profissional do Kaiserburg em 2010

Kaiserburg significa Castelo Imperial e não é fruto do acaso, procura valorizar a forte colonização germânica da região, exibida também na escolha das cores do clube: preto, vermelho e amarelo.
Estreou no profissionalismo, em 2008, ao disputar o Campeonato Estadual da Série C. Na primeira fase a equipe se classificou em terceiro no Grupo "C", atrás de Centro Esportivo Arraial do Cabo e Várzea FC. O União de Marechal Hermes FC foi o último colocado e foi eliminado. 
Na segunda fase o Kaiserburg se classificaria em segundo lugar no Grupo "III", atrás do CA Castelo Branco. O Paraíba do Sul FC e o Bela Vista FC seriam eliminados. Contudo, ao escalar cinco atletas amadores, quando o máximo seriam quatro, o Kaiserburg foi eliminado e o Paraíba do Sul se classificou em seu lugar.
Na categoria de Juniores do mesmo ano foram vinte e oito equipes disputantes e o Kaiserburg terminou em sexto. Equipe base profissional: Maicon, Jonhy, Djavan, Elvis e Marquinhos, Tiago Bello, Biril, Ricardo e Guilherme, Leonardo e Carlos Renan. Treinadores: Leandro Américo e Jairo Souza. O Tricolor Germânico mandou seus jogos no Estádio Ernani Duarte, de propriedade do Esporte Clube Correas, em 2008.
Em 2009, o clube se licenciou das competições de âmbito profissional promovidas pela FFERJ, voltando em 2010, sob o comando técnico de Roberto Júnior e sendo aceita na competição apenas por conta de uma medida judicial contra a Federação de Futebol do Estado do Rio de Janeiro que se opunha contra a sua presença.
Naquele ano o Kaiserburg se classificou na primeira fase em segundo, no Grupo "A" atrás somente do Barra Mansa FC. O Três Rios FC foi o terceiro e o Grêmio Mangaratibense, último, foi eliminado. Na segunda fase a equipe foi eliminada do Grupo I ao ficar em terceiro no seu grupo. Os classificados foram Clube de Futebol Rio de Janeiro e Associação Desportiva Itaboraí. O Rubro Social Esporte Clube foi o último colocado. O time disputou partidas no município de Areal e no estádio Luso-Brasileiro, na Ilha do Governador.
Após essa campanha o clube não disputou a categoria de juniores e encerrou as suas atividades.

## Estatísticas

### Participações
| Competição          | Temporadas | Melhor campanha     | Estreia | Última | P | R |
| ------------------- | ---------- | ------------------- | ------- | ------ | - | - |
| Série B2 do Carioca | 2          | 13º colocado (2010) | 2008    | 2010   | – | – |